# 緊急告知FMラジオ

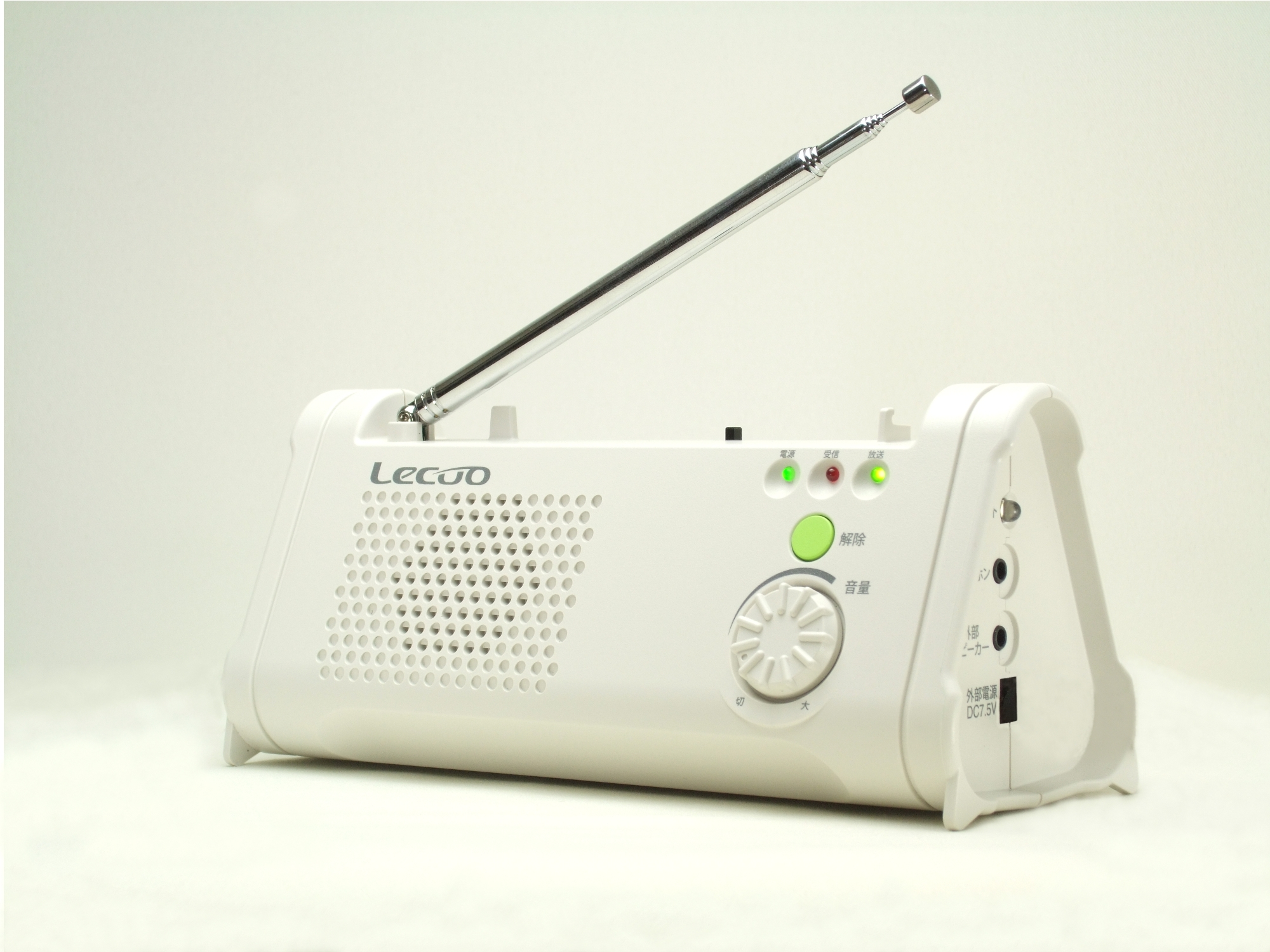
緊急告知FMラジオ受信機DPR-3（CSR製　岩手県一関市仕様）

緊急告知FMラジオ（きんきゅうこくちエフエムラジオ）は、超短波放送（FMラジオ）・ケーブルテレビの放送を使って伝送された制御信号を、FMラジオ受信器が感知し、待機状態にある受信機を自動起動させることにより、緊急情報を伝達するシステム。またはその受信機。多くの自治体で、市町村防災行政無線の代替ないし補完として導入されている。
本項では、同様の目的で自然音を利用した起動信号を用いるComfis方式（コムフィスほうしき）についても述べる。

## 概要

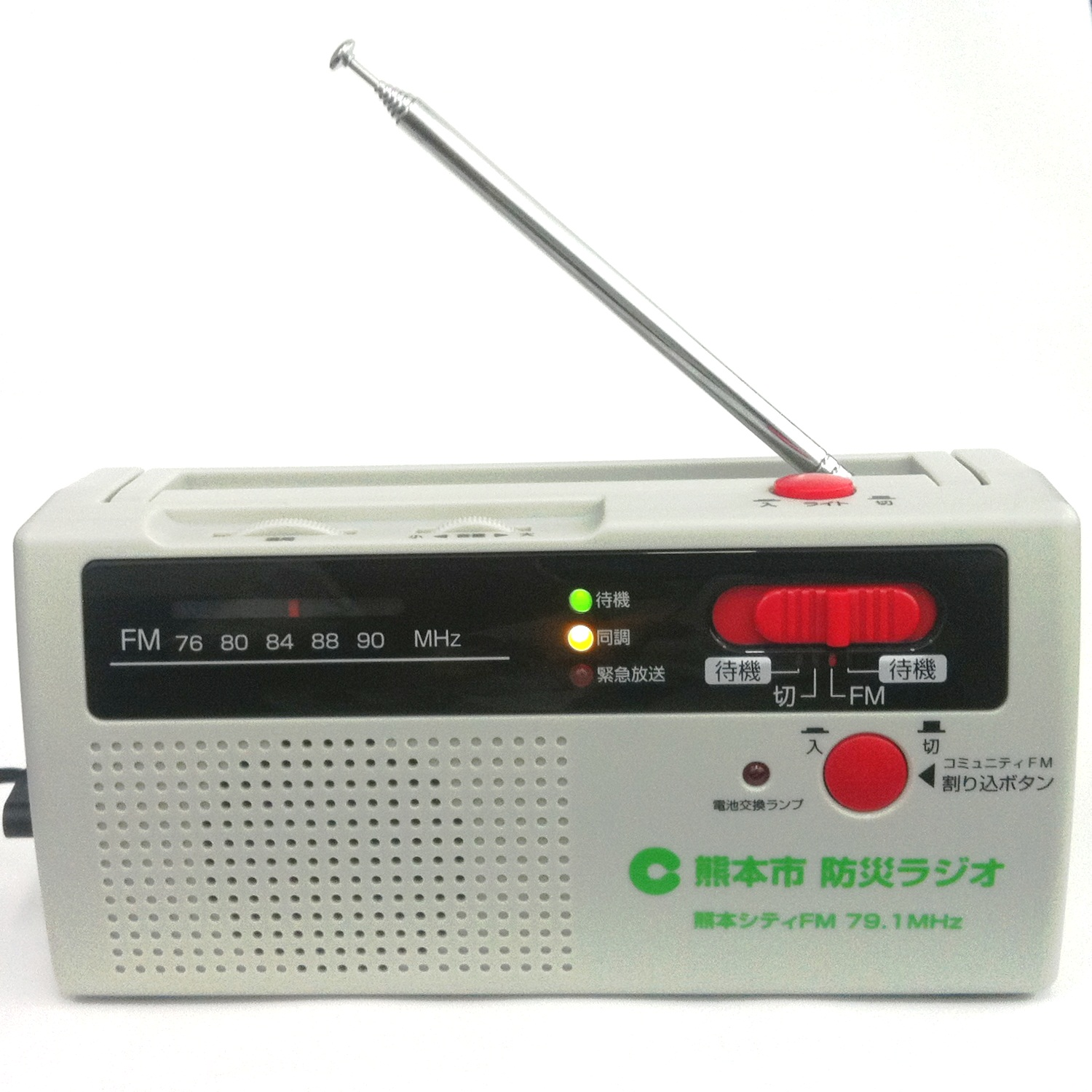
地域FM局緊急放送ラジオ「あんしんラジオ きくぞうくん1号」 9ZA31KZ（リズム時計工業製　熊本県熊本市仕様）

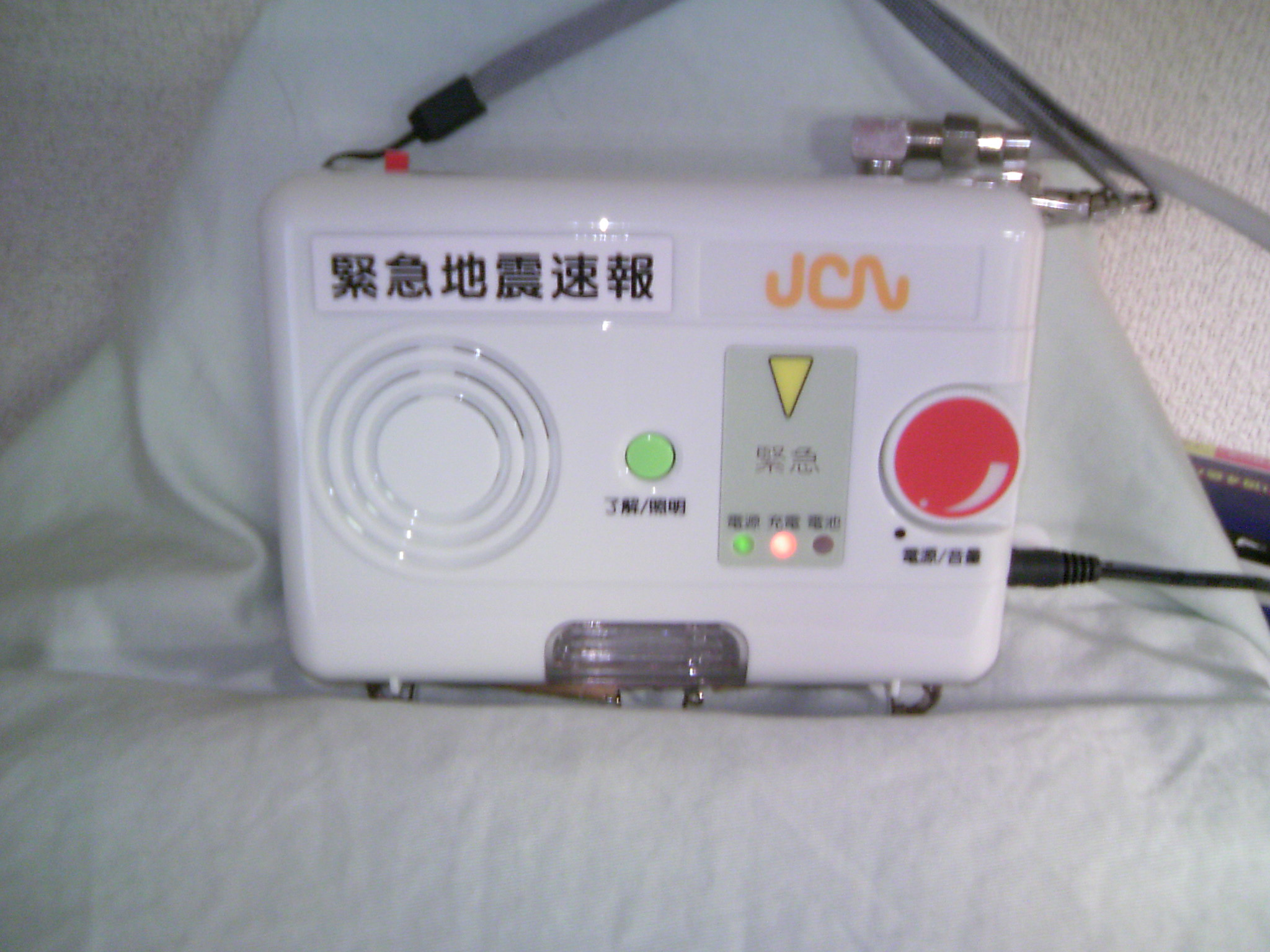
ケーブルテレビで用いられていた緊急告知FMラジオ受信機KCT-02S（兼藤産業製　JCN船橋習志野（現J:COM YY船橋習志野）仕様）

放送局は緊急告知放送の前に自動起動用のDTMF（プッシュ電話信号）・Comfis・EWSなどの制御信号を送信し、受信機はこれを感知して待ち受け状態の受信機が自動起動させ、緊急情報が拡声する。緊急告知放送の終了時には、停止用の制御信号が送信され、これを感知した受信機は待ち受け状態に戻る。2011年（平成23年）3月末現在、全国25を超える市町村で9万台以上が普及している。
ケーブルテレビにおいては、コミュニティ放送の再送信によって実現するもののほかに、自主放送として行っているものがある。

## 緊急警報放送との違い
類似のシステムに緊急警報放送があるが、次の点で異なる。
法令
- 緊急警報放送は、電波法施行規則第2条第1項第84号の2で規定する緊急警報信号を使用するため、信号の技術的条件や運用手順が法令に定められている。
- 緊急告知FMラジオシステムの緊急告知放送は、法令には規定はないため、自治体によって制御信号・運用方法が異なる。そのため緊急警報放送の対象外である国民保護情報・緊急地震速報の伝達や、役所・警察・消防署からのお知らせ・時報放送（ミュージックチャイム）なども可能である。
- 緊急警報放送は、テレビ・ラジオ局のサービスエリアである県域・広域圏・全国が対象である。
- 緊急告知FMラジオシステムは、コミュニティ放送・ケーブルテレビのサービスエリアである特定の自治体・地域内が対象である。

グルーピング
- 緊急警報放送では、地域共通符号（全国向け情報）・広域符号（各広域圏向け情報）・県域符号（各都道府県向け情報）の3種類。
- 緊急告知FMラジオシステムでは、自治体内の全地域向け・特定地域向けの2種類。合併前の旧自治体ごとや、地区ごとにグルーピングをしている例もある（ゆふいんラヂオ局）。行政情報・学校情報（臨時休校・途中下校など）といった、聴取者の選択に応じて起動させる情報を選択できるようにしている自治体もある（Hits FM）。

受信機の入手性
- 緊急警報放送用受信機はやや高価である。全国的に同一仕様であるため一般に販売されているが、対応機種が少ないためほとんど普及していない。
- 緊急告知FMラジオは、緊急警報放送用受信機・市町村防災行政無線の戸別受信機に比べて安価ではあるが、ラジオ受信機としては高価である。また自治体によって仕様が異なったり補助金制度があるため、入手方法は自治体・放送事業者からの貸与・支給に限られる。また希望者のみに有償配布という形をとっている自治体が多く、全国的には普及していない。

周波数
- 緊急警報放送は、あらかじめ緊急警報放送に対応している放送局を設定する必要がある。
- 緊急告知FMラジオは、その自治体に合わせて待ち受け周波数が指定されている。チューナーを1つしか搭載していない機種では、使用後は指定された待ち受け周波数に戻す必要がある。中継局によって周波数が違う場合や、ケーブルテレビが周波数変換パススルー方式（周波数変換して再送信）でコミュニティ放送を再送信しているときは、待ち受け周波数をそれにあわせて変更しなければならない。

## 市町村防災行政無線との関係
緊急告知FMラジオシステムは、市町村防災行政無線が聞こえづらい屋内・耳が遠い高齢者などへの情報伝達のために、市町村防災行政無線を補完することが目的である。しかし市町村合併や、アナログ式の市町村防災行政無線・有線電話放送の廃止を機に、市町村防災行政無線の代替として使用する例もある。また緊急告知FMラジオシステムと並行して、市町村防災行政無線・地域コミュニティ用無線局の戸別受信機を頒布している自治体もある。

## 沿革
- 2005年
  - 10月11日 - 倉敷市の本庁・支所をフィールドとしたテスト放送を実施。
  - 11月15日 - FMくらしきと倉敷ケーブルテレビが共同開発のプレスリリースを発表。
- 2006年
  - 5月24日 - 倉敷市が購入した424台のラジオを市内の福祉施設や保育園・幼稚園などに貸与[5]。
  - 時期不詳 - 長岡市内のモデル地区に配備[6]。
  - 8月 - FMくらしきと倉敷ケーブルテレビの公募による結果、愛称を「こくっち」とする[7]。
- 2009年2月15日 - 武蔵野三鷹ケーブルテレビ（現・ジェイコム武蔵野三鷹）などJCNグループ局において、緊急地震速報サービスを順次導入[注釈 3]。

## 緊急告知FMラジオを運用している放送事業者
配列は放送の種類（県域放送、コミュニティ放送、臨時災害放送、ケーブルテレビ）別、総務省#総合通信局の組織順、都道府県コード順とし、同一都道府県内の事業者は北から南、東から西の順とした。また、かっこ内の市町村名は放送事業者の所在地に限らず、緊急告知FMラジオの情報を提供したり受信機を配布したりしているものを併記する。

### 県域放送

#### 東北
- エフエム秋田（鹿角郡小坂町・仙北郡美郷町[8]・雄勝郡羽後町[9]）

#### 信越
- エフエムラジオ新潟（新潟県新潟市北区・東区・中央区・江南区・西区・西蒲区[10][11]・西蒲原郡弥彦村）

### コミュニティ放送
総務省の調査では2016年11月時点で、26社が緊急告知FMラジオシステムを運用している。

#### 北海道
- FM ABASHIRI（網走市[13]）
- FMわっぴ～（稚内市）
- FMはな（中標津町）
- ラジオニセコ（ニセコ町）
- FMいるか（北斗市[14]）

#### 東北
- ラヂオもりおか（岩手県盛岡市）
- FM One（岩手県花巻市）
- 奥州エフエム（岩手県奥州市・金ケ崎町[15]）
- FMあすも（岩手県一関市）
- 横手かまくらFM（秋田県横手市）
- 鹿角きりたんぽFM（秋田県鹿角市）

#### 関東
- FM OZE（群馬県沼田市・昭和村[16]）
- FM桐生（群馬県桐生市）
- 中央エフエム（東京都中央区）

#### 信越
- エフエムしばた（新潟県新発田市）
- RADIO CHAT（新潟県新潟市秋葉区・南区、阿賀野市[17]）
- 燕三条エフエム放送（新潟県三条市・燕市）
- FMながおか（新潟県長岡市） - 緊急警報放送及びComfis方式とともに運用。
- エフエム上越（新潟県上越市）

#### 北陸
- たんなん夢レディオ（福井県鯖江市）
- 敦賀FM（福井県敦賀市）

#### 東海
- Hits FM（岐阜県高山市）
- FMわっち（岐阜県岐阜市）
- コーストエフエム（静岡県沼津市）
- S-Wave（静岡県静岡市）
- FMおかざき（愛知県岡崎市）
- メディアスエフエム（愛知県東海市）
- FM豊橋（愛知県豊橋市）
- スズカ・ヴォイスFM（三重県鈴鹿市）

#### 近畿
- えふえむ草津（滋賀県草津市）
- ハッピーエフエムいたみ（兵庫県伊丹市）
- エフエム宝塚（兵庫県宝塚市）
- バナナエフエム（和歌山県和歌山市）
- FM TANABE（和歌山県田辺市）
- ならどっとFM（奈良県奈良市）
- さくらFM（兵庫県西宮市）

#### 中国
- エフエムいずも（島根県出雲市）
- エフエムつやま（岡山県津山市）
- 岡山シティエフエム（岡山県岡山市） - ケーブルテレビ再配信を使用しない場合は北区の御津地区、建部町地区では受信不可能
- FMくらしき（岡山県倉敷市・総社市） - 開発局
- エフエムゆめウェーブ（岡山県笠岡市・浅口市・里庄町）
- FMみはら（広島県三原市）
- FM東広島（広島県東広島市）
- FMわっしょい（山口県防府市）
- FMサンサンきらら（山口県山陽小野田市）

#### 四国
- FMがいや（愛媛県宇和島市）

#### 九州
- Dreams FM（福岡県久留米市）
- エフエムやめ（福岡県八女市）
- レインボーエフエム（長崎県諫早市）
- FMしまばら（長崎県島原市・南島原市）Comfis方式で島原市、南島原市が全世帯配布
- 熊本シティエフエム（熊本県熊本市）
- ゆふいんラヂオ局（大分県由布市）
- 宮崎サンシャインエフエム（宮崎県宮崎市）
- Soo Good FM（鹿児島県曽於市）

### 臨時災害放送
コミュニティ放送局を一時休止して開設された臨時災害放送局は省略。

#### 東北
- みやこさいがいエフエム（岩手県宮古市） - 2013年（平成25年）8月25日閉局、8月26日廃止[18]。
- おおふなとさいがいエフエム（岩手県大船渡市） - 2013年3月30日閉局[19]、3月31日廃止[20]。
- りくぜんたかたさいがいエフエム（岩手県陸前高田市）
- やまもとさいがいエフエム（宮城県山元町）

### ケーブルテレビ

#### 関東
- ケーブルテレビ (企業)
- JCN埼玉（現・ジェイコム川口戸田） - JCN緊急地震速報
- 飯能ケーブルテレビ - 防災お知らせサービス
- JCN千葉（現・ジェイコム千葉セントラル） - JCN緊急地震速報
- JCN船橋習志野（現・ジェイコム船橋習志野） - JCN緊急地震速報
- JCN市川（現・ジェイコム市川） - JCN緊急地震速報
- JCNコアラ葛飾（現・ジェイコム東葛葛飾 ） - JCN緊急地震速報
- 東京ベイネットワーク - マルチアラート
- JCN大田ケーブルネットワーク（現・ジェイコム大田） - JCN緊急地震速報
- JCNシティテレビ中野（現・ジェイコム中野） - JCN緊急地震速報
- JCN武蔵野三鷹（現・ジェイコム武蔵野三鷹） - JCN緊急地震速報
- JCNマイテレビ（現・ジェイコム多摩） - JCN緊急地震速報
- JCN日野ケーブルテレビ（現・ジェイコム日野） - JCN緊急地震速報
- JCNテレメディア八王子（現・ジェイコム八王子） - JCN緊急地震速報
- YOUテレビ - 緊急地震速報
- JCN横浜（現・ジェイコム南横浜） - JCN緊急地震速報
- JCN鎌倉（現・ジェイコム鎌倉） - JCN緊急地震速報
- 湘南ケーブルネットワーク - SCN緊急地震速報
- JCN小田原（現・ジェイコム小田原） - JCN緊急地震速報

#### 信越
- エヌ・シィ・ティ - 長岡市においてFMながおかを同一周波数で再放送（いわゆる再送信。以下同じ。）。三条市でも燕三条エフエム放送を再放送しているが、周波数変換しているため、三条市が配布する緊急告知FMラジオでは受信できない。
- 飯田ケーブルテレビ - 安心ほっとライン

#### 北陸
- 嶺南ケーブルネットワーク - 敦賀FMを同一周波数で再放送。

#### 東海
- 飛騨高山ケーブルネットワーク - Hits FMを同一周波数で再放送。
- TOKAIケーブルネットワーク - コーストエフエムを同一周波数で再放送。
- ミクスネットワーク - FMおかざきを同一周波数で再放送。
- 知多メディアスネットワーク - 自社のコミュニティ放送メディアスエフエムを同一周波数で再放送。
- ケーブルネット鈴鹿 - スズカ・ヴォイスFMを同一周波数で再放送。
- アドバンスコープ - 自社のコミュニティ放送FMなばりを同一周波数で再放送。

#### 中国
- 岡山ネットワーク - Radio momoとFMくらしきを同一周波数で再放送。岡山市が無料配布しているホーチキ製受信機の場合は、周波数を変換して再放送しているNHK岡山のFMにも対応。
- 倉敷ケーブルテレビ - Radio momoとFMくらしきを同一周波数で再放送。
- 玉島テレビ放送 - FMくらしきを同一周波数で再放送。
- ケーブルネットワーク金光 - FMくらしきを同一周波数で再放送。
- 矢掛放送 - Radio momoとFMくらしきを同一周波数で再放送。
- 東広島ケーブルメディア - FM東広島を同一周波数で再放送。
- アイ・キャン

#### 九州
- JCNくまもと（現・ジェイコム熊本） - JCN緊急地震速報

## 受信機メーカー
- ホーチキ
- 兼藤産業
- リズム時計工業
- メディアトライ[21]
- CSR
- シンクレイヤ[22]
- マスプロ電工[23]
- タイヨー電子[24]

## Comfis方式
Comfis方式（コムフィスほうしき）とは、緊急告知FMラジオと同様の目的で、始動用にDTMF信号でなく自然音を利用することにより、起動時間の短縮を図った方式。FMながおかの関連会社であるワキヤ技研と日本キャステムが開発し、FMながおかが緊急警報放送及び緊急告知FMラジオとともに運用。同局エリア内の小千谷市が各世帯に対応受信機を配布している。また、愛知県豊橋市においても、2012年9月からエフエム豊橋（豊橋ケーブルネットワークによる同一周波数再放送を含む。）を受信できるComfis方式受信機「豊橋防災ラジオ」の販売が始まり、9月30日には実際に運用された。
なお、Comfisは日本キャステムの登録商標である。